# Yellowstone megye
Yellowstone megye az Amerikai Egyesült Államokban, azon belül Montana államban található. Megyeszékhelye és legnagyobb városa Billings. Lakosainak száma 164 731 fő (2020. április 1.). Yellowstone megye Musselshell, Rosebud, Treasure, Big Horn, Carbon, Stillwater és Golden Valley megyékkel határos.

## Népesség
A megye népességének változása:
| Lakosok száma | 148 394 | 149 853 | 151 907 | 154 162 | 157 048 | 164 731 |
|               | 2010    | 2011    | 2012    | 2013    | 2015    | 2020    |